# Andrei Girotto
Andrei Girotto (født 17. februar 1992) er en brasiliansk fodboldspiller.